# Seigi no Mikata
Seigi no Mikata (正義の味方, , alias "Ally of Justice") est une série manga de type Shōjo de Chiaki Hijiri, pré-publiée depuis 2004 dans le magazine Chorus (magazine) chez l'éditeur Shueisha. 
Elle est aussi adaptée en drama de 10 épisodes, diffusé de 9 juillet au 10 septembre 2008 sur la chaîne japonaise NTV. 

## Synopsis
Yoko est une adolescente de 15 ans qui a une sœur de 25 ans Makiko.
Cette dernière est très égoïste et détestable, elle est une sorte de démon (au second degré) mais personne ne le voit à part sa sœur, car toutes les "mauvaises" actions, ces coups de colères créer une bonne action, c'est pour cela qu'elle est surnommée l'alliée de la Justice.
Makito veut épouser Yoshikawa Naoki et se sert de sa sœur pour arriver à ses fin. 

## Drama

### Distribution
- Mirai Shida : Yoko Nakata
- Yu Yamada : Makiko Nakata
- Osamu Mukai : Naoki Yoshikawa
- Kanata Hongo : Riku Okamoto
- Saori Takizawa : Midori Yamashita
- Jingi Irie : Taichi Komori (Jyanbo)
- Mariya Nishiuchi : Chika Moriyama
- Shizuka Nakamura : Kyoko Komatsu
- Rena Shimura : Mai Shimazaki
- Mieko Ishii : Arisa Horita
- Shiro Sano : Goro Nakata
- Yoshiko Tanaka : Haruko Nakata
- Yuu Tokui : Koichiro Nogami

### Générique
- Honto wa ne par Hatsune Okumura (en)

### Commentaires
Pendant un épisode, Yoko et ses amis aperçoivent un évènement sur le film d'animation Ponyo, mais ne peuvent y assister à cause de leur âge trop élevé[réf. nécessaire].